# گمینا کیویته
گمینا کیویته (به لهستانی:  Gmina Kiwity) یک گمینا در لهستان است که در شهرستان لیزبارک واقع شده‌است. گمینا کیویته ۱۴۵٫۳۸ کیلومتر مربع مساحت و ۳٬۴۶۵ نفر جمعیت دارد.